# هايلي ميلز
هايلي ميلز (بالإنجليزية: Hayley Mills)‏ (و. 1946  م) هي مغنية، وممثلة مسرحية، وممثلة أفلام بريطانية، ولدت في لندن.

## التعليم
تعلمت في Elmhurst Ballet School ‏.

## جوائز
حصلت على جوائز منها:
- جائزة المسرح العالمي (2000)[7]
- دزني ليجندز (اساطير دزني) (1998)[8]
- Academy Juvenile Award [الإنجليزية]‏ (1961).

## وصلات خارجية
- هايلي ميلز على موقع IMDb (الإنجليزية)
- هايلي ميلز على موقع الموسوعة البريطانية (الإنجليزية)
- هايلي ميلز على موقع ألو سيني (الفرنسية)
- هايلي ميلز على موقع ميوزك برينز (الإنجليزية)
- هايلي ميلز على موقع تيرنر كلاسيك موفيز (الإنجليزية)
- هايلي ميلز على موقع أول موفي (الإنجليزية)
- هايلي ميلز على موقع قاعدة بيانات برودواي على الإنترنت (الإنجليزية)
- هايلي ميلز على موقع قاعدة بيانات برودواي على الإنترنت (الإنجليزية)
- هايلي ميلز على موقع قاعدة بيانات الأفلام السويدية (السويدية)
- هايلي ميلز على موقع إن إن دي بي (الإنجليزية)